# Абсолютно пружне тіло
Абсолютно пружне тіло — тверде тіло, у якого деформації прямо пропорційні напруженням, що їх викликали, і яке відновлює свою початкову форму і розміри відразу ж після зняття напруження, тобто у ньому відсутня залишкова деформація. Можна сказати, що абсолютно пружне тіло — це тіло, у якому при деформування відсутня дисипація енергії. Абсолютно пружних тіл у природі не існує, але ця абстракція корисна при вирішенні багатьох задач фізики.